# Чехов, Анатолий Иванович
Анатолий Иванович Чехов (2 мая 1923, Бондюжский, Бондюжский сельсовет, Кураковская волость, Елабужский кантон, Татарская АССР, РСФСР, СССР — 6 июня 1967, Горький) — советский снайпер 13-й гвардейской стрелковой дивизии 62-й армии Сталинградского фронта в годы Великой Отечественной войны, кавалер ордена Красного Знамени. На счету Анатолия 265 подтверждённых уничтоженных солдат и офицеров противника.

## Биография
Анатолий Иванович Чехов родился 2 мая 1923 года в посёлке Бондюжск Челнинского кантона, Татарская Автономная Советская Социалистическая Республика. В 1936 году семья Чеховых переехала в Казань, где с июня 1939 года Анатолий работал подручным слесаря в монтажном цехе Казанской фабрики киноплёнки.
5 апреля 1942 года Анатолий был призван в армию, где получил направление в московскую школу подготовки снайперов-инструкторов, после чего получил распределение в 39-й гвардейский стрелковый полк 13-й гвардейской стрелковой ордена Ленина дивизии генерала Александра Родимцева, которая в сентябре 1942 года положила начало коренного перелома в Сталинградской битве. За время уличных боёв с 21 сентября по 10 октября 1942 года снайпер 3-й стрелковой роты 1-го батальона 39-го полка Анатолий Чехов уничтожил тридцать солдат и одного офицера противника, за что был представлен к ордену Красного Знамени, который получил 6 ноября 1942 года. На этот момент на его счету было 55 убитых солдат и офицеров противника. О подвигах Сталинградского снайпера страна узнала из рассказа «Сталинградская быль» Василия Гроссмана, опубликованного 16 ноября в газете «Красная звезда». За проявленный героизм и высокое воинское искусство, приведшее к победе в битве за Сталинград, Анатолий Чехов, в числе четверых военнослужащих 62-й армии, был представлен к присвоению звания Героя Советского Союза, однако самолёт с представлениями к награде и званиям был сбит и до Москвы не долетел.
После Сталинграда Анатолий Чехов принимал участие в боях за Курск, Орёл, Белгород. За период с октября 1942 года по 28 января 1943 года на снайперском счету Чехова было 265 (по некоторым источникам 256 — счёт за Сталинградскую битву) уничтоженных солдат и офицеров противника. В 1943 году в боях под Киевом Анатолий получил второе ранение, взрывом ему оторвало стопу ноги (по некоторым источникам ранение обеих ног Чехов получил в бою под Курском). В 1944 году после лечения Чехов был комиссован, решением врачебно-трудовой экспертной комиссии (ВТЭК) получил 3-ю группу инвалидности и вернулся в Казань, где работал газосварщиком на местном электромеханическом заводе. 22 года боевые товарищи и сослуживцы Анатолия считали его погибшим, только в 1965 году стало известно что Анатолий Чехов жив, о знаменитом снайпере были сняты документальные фильмы, появились публикации в прессе. Анатолий Иванович умер 6 июня 1967 года в Горьком, куда он приехал в гости к брату. Похоронен Чехов на Арском кладбище в Казани.

## Память
- Именем Анатолия Чехова названа улица в Дзержинском районе Волгограда.
- В постоянной экспозиции Государственного музея-панорамы «Сталинградская битва» размещены фотографии, боевые награды и удостоверения к ним, нагрудные знаки «Гвардия» и «Снайпер», гимнастёрка Анатолия Ивановича.
- Документальные фильмы «Снайпер Чехов жив» Волгоградской студии телевидения и «Помнит мир спасённый» Казанской киностудии кинохроники.
- Газетные публикации 1965 года: «Снайпер из легенды»[комм. 2], «Всем смертям назло», «20 лет спустя».
- Художник А. М. Байбеков написал «Портрет снайпера Чехова А. И.», который ныне хранится в фондах Государственного музея изобразительных искусств Республики Татарстан.

## Комментарии
1. ↑  После войны переиздвалася под названием «Глазами Чехова».
2. ↑  Статья корреспондента газеты «Советская Татария» В. Запорожченко была переопубликована в газете «Комсомольская правда» 6 февраля 1965 года.